# La Gorgue
 La Gorgue là một xã ở tỉnh Nord trong vùng Hauts-de-France, Pháp.

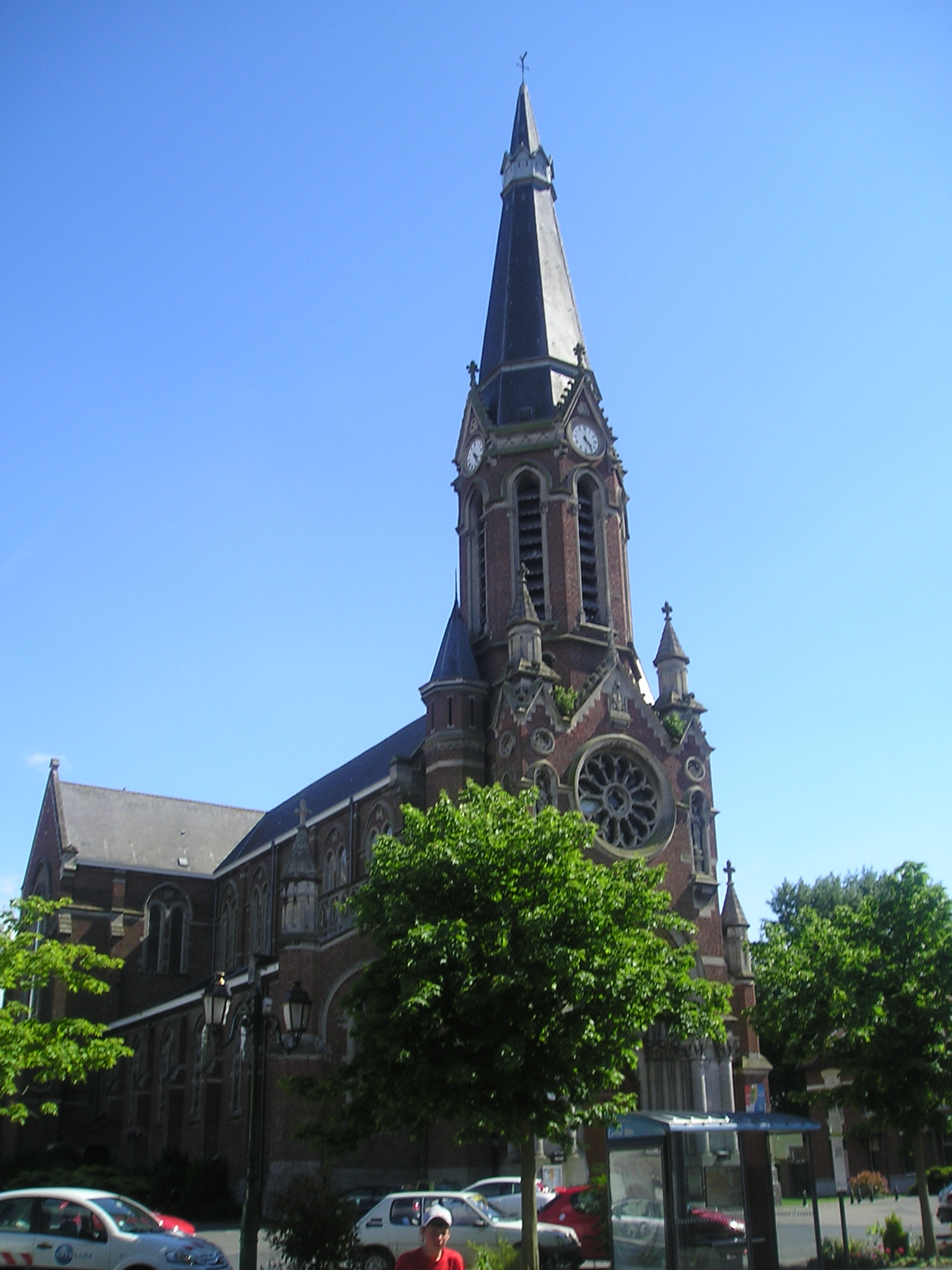
The church of La Gorgue.